# سیدنی گووو
سیدنی گووو (به فرانسوی: Sidney Govou) بازیکن فوتبال و هافبک اهل فرانسه است که از سال ۲۰۰۲ تا سال ۲۰۱۳ میلادی عضو تیم ملی فوتبال فرانسه بوده‌است. وی در ۴۹ بازی ملی حضور داشته است و در بازی‌های ملی‌اش ۱۰ گل به ثمر رساند.